# Kanton Gerzat
Gerzat is een kanton van het Franse departement Puy-de-Dôme. Het kanton maakt deel uit van het arrondissement Clermont-Ferrand.

## Gemeenten
Het kanton Gerzat omvatte tot 2014 de volgende gemeenten:
- Aulnat
- Blanzat
- Cébazat
- Gerzat (hoofdplaats)
- Malintrat
- Sayat

Na de herindeling van de kantons bij decreet van 21 februari 2014, met uitwerking op 22 maart 2015, zijn dat de volgende 4 gemeenten: 
- Aulnat
- Gerzat (hoofdplaats)
- Malintrat
- Saint-Beauzire